# 卢尔乌斯
卢尔乌斯（英語：Licinius Macer Calvus，前82年—前47年）。盖尤斯·李基尼乌斯·马克尔之子。他是当时著名的爱情诗人，也是一位颇有成就的律师，他反对瓦提尼乌斯的演说辞在一个世纪后仍被作为演说的范例使用。他的诗作仅存残篇。

## 扩展阅读
- Weiss, M. "An Oscanism in Catullus 53", Classical Philology 91 (1996) 353–359.